# Flip la grenouille
Flip la grenouille est un personnage de dessin animé créé en 1928 par Ub Iwerks, alors associé de Walt Disney et dessinateur du studio Studios Disney. Graphiquement le personnage est très proche des précédentes créations d'Iwerks : Oswald le lapin chanceux et Mickey Mouse.
Un après-midi du printemps 1928, Walt Disney avec Ub Iwerks ont travaillé à la création de personnages pour remplacer Oswald Le Lapin, dont Disney avait perdu les droits. Ils ont ainsi créé ensemble Mickey, Minnie, Clarabelle la vache, Horace le cheval et Flip la grenouille. À la fin de la réunion, Walt Disney a offert à Ub Iwerks de choisir un personnage dont il pourrait garder les droits, et Iwerks choisi Flip la grenouille.
Le personnage sera le héros de 38 épisodes réalisés et sortis entre 1930 et 1933. Ensuite le studio d'Iwerks réalisera des histoires plus classiques.

## Filmographie

### 1930
- Flip fait des claquettes (Fiddlesticks, en couleurs)
- Flip boxeur (Flying Fists)
- Flip barbier (The village Barber)
- Flip et son fils adoptif (Little Orphan Willie)
- Flip détective (The Cuckoo Murder Case)
- La promenade de Flip (Puddle Pranks)

### 1931
- Le joyeux maréchal-ferrant (The village Smitty)
- Flip serveur (The Soup Song)
- Flip dentiste (Laughing Gas)
- Tapage nocturne (Ragtime Romeo)
- Flip achète une voiture (The New Car)
- Flip au studio (Movie Mad)
- Flip plombier (The Village Specialist)
- Flip gardien de prison (Jail Birds)
- Flip explorateur (Africa Squeaks)
- La maison hantée (Spooks)

### 1932
- Flip laitier (The Milkman)
- Flip pompier (Fire-Fire)
- Quelle vie de grenouille ! (What a Life)
- Flip et son chien (Puppy Love)
- Flip à l'école (School Days)
- Flip sur le ring (The Bully)
- Flip au bureau (The Office Boy)
- La cloche de bois (Room Runners)
- Flip dans la tempête (Stormy Seas)
- Le cirque (Circus)
- Flip fait du sport (The Goal Rush)
- Flip facteur express (Phoney Express)

### 1933
- Flip aime la musique (The Musci Lesson)
- Flip bonne d'enfants (Nurse Maid)
- La nouvelle tête de Flip (Funny Face)
- Flip et le fakir (Coo Coo The Magician)
- Le restaurant de Flip (Flip's Lunch Room)
- Flip et son robot (Techno-Cracked)
- Flip toréador (Bulloney)
- Flip policier (Chinaman's Chance)
- Flip et les indiens (Pale-Face)
- Flip à Hollywood (Soda Squirt)